# Леонтьєв Олексій Миколайович
Олексій Миколайович Леонтьєв (рос. Алексей Николаевич Леонтьев; *5 лютого 1903, Москва — †21 січня 1979, Москва) — російський радянський психолог, академік АПН СРСР, один з учнів та найближчих послідовників Л. С. Виготського, з 50-х рр. лідер наукової школи, яку називають школою Виготського-Леонтьєва. Син та онук вченого є наступниками в його справі.

## Біографія
Народився в заможній родині московського купця, у Москві провів більшу частину свого життя. Навчався в Першому московському реальному училищі, на історико-філологічному факультеті МДУ ім. Ломоносова, його вчителями були Г. І. Челпанов, Г. Г. Шпет, Д. М. Петрушевський. З середини 20-х працює в Психологічному інституті, який тоді входив у структуру МДУ, в навчальних та медичних закладах Москви, знайомиться з О. Лурією та Л. Виготським. Одружився в 1924 році, прожив з дружиною все життя.

### Становлення науковця
Тиск на школу Виготського відчувався з кінця 20-х років. Вимушено з 1930-го по 1934-й О. М., О. Р. Лурія, О. В. Запорожець працюють у столиці УРСР Харкові, завдяки чому з'являється харківська психологічна школа. О. М. очолює відділ дитячої та генетичної психології, а пізніше, весь сектор психології Всеукраїнської психоневрологічної Академії, кафедру психології в Педагогічному інституті та відділ Ψ НДІ педагогіки. Є лідером «харківської групи» учнів Виготського.
 Повернення до Москви відбулось вже після смерті його вчителя, але з тим критика та переслідування не припинились. Наприкінці 30-х О. М. Леонтьєв тимчасово (на рік) втрачає роботу, але наполегливість допомогла йому поновитись та, навіть, захистити докторську дисертацію.

### 40-50-ті роки
Воєнне лихоліття змусило сім'ю Леонтьєвих виїхати в Ашгабад, куди був евакуйований МДУ. Пізніше в селищі Каурівка поблизу Свердловська в експериментальному госпіталі Олексій Миколайович займається проблемою відновлення рухливості бійців після отриманих поранень. Ним успішно впроваджена методика заснована на теорії формування рухів М. О. Бернштейна, досягнуто помітних результатів (пришвидшене одужання). Ця робота допомогла подальшому розвитку психологічної теорії діяльності, яка стала одною з ключових у радянській психології. Після війни повертається до роботи в МДУ ім. Ломоносова, якому присвятив майже все своє життя.
 Леонтьєв багато зробив для захисту науки у 50-ті роки, коли чергова хвиля критики загрожувала поглинанням змісту психологічної науки з боку фізіології вищої нервової діяльності. Ідеологи науки вимагали застосування об'єктивного методу для вивчення психічних процесів (Б. М. Теплов) або відмови від їх вивчення на користь фізіологічних досліджень (О. Г. Іванов-Смоленський). Принцип діяльності, який сформулював та підкріпив своїм авторитетом О. М. став компромісним, адже визначав суб'єктивні явища вторинною ланкою відносно об'єктивно досліджуваної діяльності, яка ставала причинним та пояснюючим фактором психічного.
Особиста підтримка Леонтьєва була критично важливою для багатьох переслідуваних вчених (особливо для М. О. Бернштейна).

### Визнання
Видатний організатор психологічної освіти, О. М. Леонтьєв — декан новоствореного факультету психології МДУ ім. Ломоносова, першого в СРСР; віце-президент Академії Педагогічних Наук СРСР. Праця «Проблемы развития психики» (1963) нагороджена Ленінською премією. Ломоносівською премією відзначена книга «Деятельность. Сознание. Личность» (1975).

## Наукова діяльність
Розробляв психологічну теорію діяльності, теорію розвитку психіки тварин та людини. Наголошував на важливості зовнішніх об'єктивних факторів формування психіки. Послідовно провадив у своїх роботах офіційну марксистсько-ленінську концепцію. Вважався провідною фігурою радянської психологічної науки, але поза межами СРСР не був так визнаним як, наприклад, Лурія.
 Серед учнів О. М. Леонтьєва називають Д. Б. Ельконіна, К. Е. Фабрі, такими можна вважати сотні випускників Ψ факультету МДУ.
Відомою сторінкою біографії вченого є його конфлікти з С. Л. Рубінштейном та Г. П. Щедровицьким.

## Публікації
Автор багатьох праць.

«Деятельность, сознание, личность» (1975) «Проблемы развития психики» (1965) (див. Порівняльна психологія).